# Scaptomyza parasplendens
Scaptomyza parasplendens är en tvåvingeart som beskrevs av Toyohi Okada 1966. Scaptomyza parasplendens ingår i släktet Scaptomyza och familjen daggflugor.
Artens utbredningsområde är Nepal. Inga underarter finns listade i Catalogue of Life.